# Управление качеством
Управление качеством рассматривается совместно с менеджментом качества, так как это тесно связанные и взаимодополняющие области деятельности, образующие управление качеством в масштабе компании
Управление качеством (англ. quality control) — деятельность оперативного характера, осуществляемая руководителями и персоналом предприятия, воздействующими на процесс создания продукции с целью обеспечения её качества путём выполнения функций планирования и контроля качества, коммуникации (информации), разработки и внедрения мероприятий и принятия решений по качеству.
Менеджмент качества (англ. quality management) — общее руководство качеством — аспект руководства предприятием в целом, осуществляемый высшим руководством, которое обеспечивает ресурсами, в том числе — человеческими, организует работу по качеству (см. система менеджмента качества), взаимодействует с внешней средой, определяет политику и планы в области качества и принимает стратегические и важные оперативные решения по качеству. К выполнению указанных функций привлекаются все сотрудники предприятия, но ответственность за общее руководство качеством несёт высшее руководство.

## Определения
В стандарте ИСО 9000:2005:
Управление качеством — часть менеджмента качества, направленная на выполнение требований к качеству.
Менеджмент качества — скоординированная деятельность по руководству и управлению организацией применительно к качеству. В примечании к этому определению сказано, что в эту деятельность обычно включают разработку политики и целей в области качества, планирование качества, управление качеством, обеспечение и улучшение качества.
В стандарте ИСО 8402:1994:
Управление качеством (англ. quality control) — методы и виды деятельности оперативного характера, используемые для выполнения требований к качеству.
Общее руководство качеством, административное управление качеством (англ. quality management) — те аспекты общей функции управления, которые определяют политику в области качества, цели и ответственность, а также осуществляют их с помощью таких средств, как планирование качества, управление качеством, обеспечение качества и улучшение качества в рамках системы качества. В примечании добавлено, что обязанности по общему руководству качеством лежат на всех уровнях управления, но управлять ими должно высшее руководство. В общее руководство качеством вовлекаются все члены организации.
В ГОСТ 15467-69:
Управление качеством продукции — действия, осуществляемые при создании и эксплуатации или потреблении продукции в целях установления, обеспечения и поддержания необходимого уровня её качества.
Поскольку управление качеством и менеджмент качества являются аспектами общего управления и руководства предприятием, поэтому прежде, чем анализировать и сопоставлять эти термины, необходимо обратиться к более общим понятиям управление и менеджмент.

## Сущность и соотношение терминов управление и менеджмент
Во вступительной статье к учебнику по менеджменту профессор Евенко Л. И. определяет менеджмент по-русски как управление, но обращает внимание на отличие в трактовке и применении терминов менеджмент и управление. В русском языке термин управление, без уточняющих определений, носит обезличенный характер. В английском языке для обезличенной деятельности по управлению применяют термин администрирование. В США популярная программа подготовки менеджеров называется Master of Business Administration (MBA). В английском языке, говоря о менеджменте, подразумевают и фигуру менеджера. В русском языке в таких случаях употребляют термин руководство, которое также подразумевает фигуру руководителя и больше соответствует термину менеджмент. Но и менеджмент (руководство), и управление представляют собой управленческую деятельность и поэтому на практике, в зависимости от контекста, термины управление, менеджмент и руководство используются как равнозначные.
Что касается определений менеджмента и управления, в разных источниках они трактуются по-разному. Чаще всего эти определения сводятся к перечислению функций, которые надо выполнять в процессе руководства и управления. Среди них — планирование, организация, распоряжение, координация, контроль, мотивация, подбор персонала, коммуникация (информация), принятие решений. В таких определениях не в полной мере отражается суть управленческой деятельности, так как в них не отражены субъекты и объекты управления. В реальной действительности управление — это процесс воздействия субъекта на объект управления путём выполнения управленческих функций с учётом обратной связи с объектом.. Наглядно сущность управления может быть представлена следующим образом:

Управление — это воздействие субъекта на объект путём выполнения управленческих функций с обратной связью с объектом

Система водитель-автомобиль — наиболее понятная иллюстрация сущности управления. Здесь водитель (субъект управления) воздействует на автомобиль (объект управления), выполняя функции управления автомобилем.
Соотношение между понятиями менеджмент и управление вытекает из трактовки термина менеджмент как руководство.
В стандарте ИСО 9000:2005 термин менеджмент определён как скоординированная деятельность по руководству и управлению организацией. Но каждому руководителю, чтобы руководить организацией, нужно организовать работу и осуществлять текущее управление работой предприятия в соответствии с порядком, установленным при организации работ.
Но что значит организовать работу?
В словаре Вебстера слово organize (организовывать) определено следующим образом.

- разрабатывать органическую структуру: подвергаться изменениям или вызывать какие-либо преобразования;
- составлять, формировать в полное, законченное и функционирующее целое;
- формировать управленческую структуру.

— 
В словаре русского языка смысл слова организовать имеет аналогичное значение: создать, наладить, устроить, упорядочить, внести во что-либо известный порядок.
Применительно к нашему случаю организация работ понимается как построение структуры предприятия и создание системы управления, устанавливающей определённый порядок управленческой деятельности, «правила игры».
Текущее управление предприятием представляет собой процесс повседневного выполнения руководителями всех уровней своих функций по управлению порученными им сферами деятельности (финансами, персоналом, проектированием, закупками, производством, качеством и другими объектами).
Исходя из сказанного, структура менеджмента предприятия и место руководства и управления качеством в этой структуре имеет вид:

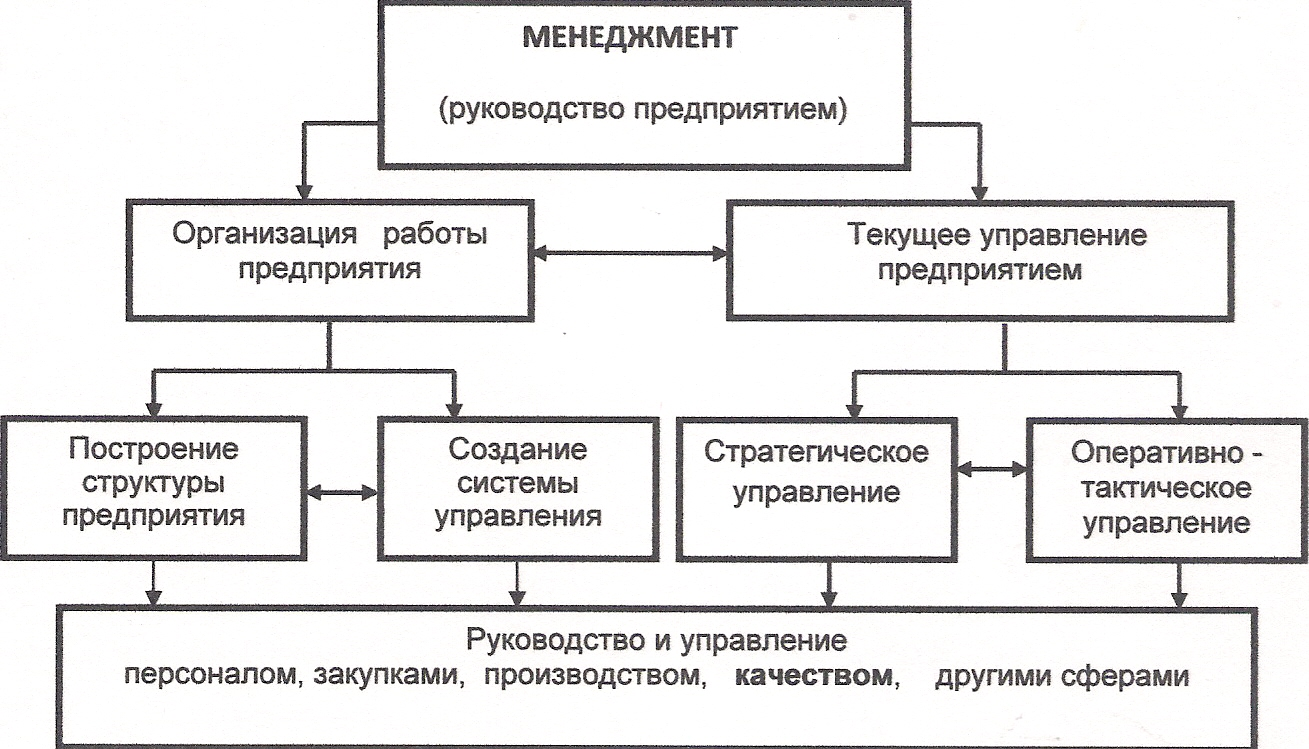
Структура менеджмента

 

## Анализ существующих определений
В определениях менеджмента и управления качеством, данных в стандартах, не говорится о субъектах и объектах управления. Управление качеством представлено либо неопределённой «частью менеджмента качества», либо столь же неопределённой «деятельностью оперативного характера», или «действиями, осуществляемыми при создании и эксплуатации или потреблении продукции». Не показаны функции, которые выполняются при управлении качеством. Недостаточно раскрыты и функции менеджмента качества. Всё это не позволяет ясно понять, что представляют собой управление и менеджмент качества, в чём заключается их смысл и содержание.
В связи с этим, в первых, приведённых выше определениях указаны субъекты, объекты и функции управления и менеджмента качества.
При этом:
Объектом управления качеством служит процесс создания продукции, в ходе которого под воздействием субъектов управления формируется её качество.
Объектом менеджмента качества (общего руководства качеством) служит не только процесс создания продукции, но и вся остальная деятельность предприятия в области качества.
Субъектами управления качеством выступают руководители всех уровней управления, каждый из которых воздействует на процесс создания продукции путём реализации своих функций. Все вместе они образуют субъект управления качеством — систему управления качеством (систему менеджмента качества, или кратко — систему качества).
Субъектом менеджмента качества служит высшее руководство предприятия, осуществляющее общее руководство качеством — взаимодействуя с внешней средой и создавая необходимые условия на предприятии для обеспечения качества продукции.
Процесс управления качеством — это состав и последовательность выполнения управленческих функций по качеству руководителями всех уровней управления на этапах создания продукции.
В результате в указанных определениях есть субъекты, объекты и функции управления и менеджмента качества, а также — русскоязычные определения этих терминов из стандарта ИСО 8402, что делает понятными смысл, содержание и соотношение этих терминов.
Применяя термин менеджмент качества, нужно иметь в виду следующее.
В отличие от стандарта ИСО 9000:2005, в предыдущем стандарте по терминологии — ИСО 8402:1994 термин quality management был переведён как общее руководство качеством, административное управление качеством. Этот термин больше соответствует русскому языку для наименования деятельности высших руководителей «по руководству и управлению организацией применительно к качеству». Он был более понятен и органичен для русского языка, как, наверное, органичен термин quality management для английского языка. В отличие от других, приемлемых случаев прямого употребления по-русски слова management, туманный термин менеджмент качества служит наглядным примером «смешенья языков: французского с нижегородским». Но поскольку термин менеджмент качества закреплён в официальном русскоязычном издании стандартов ИСО серии 9000, он используется и в сформулированном выше определении, но для ясности дополнен вариантом общее руководство качеством из стандарта ИСО 8402:1994.

## Управление качеством в масштабе компании
В стандарте ИСО 8402 — 86 в примечании к определению термина управление качеством (quality control) рекомендовалось при ссылке на более широкое понятие добавлять определительное слово, такое, как «управление качеством на уровне компании». Об «управлении качеством в масштабах компании» (англ. company-wide quality control, CWQC) говорилось и в примечании к термину «всеобщее руководство качеством», приведённому в стандарте ИСО 8402:1994.
Такое широкое понятие включает в себя общее руководство и оперативное управление качеством и образует единый непрерывный процесс управления качеством в масштабе компании.
В соответствии с этим структура и функции управления качеством в масштабе компании имеет следующий вид:

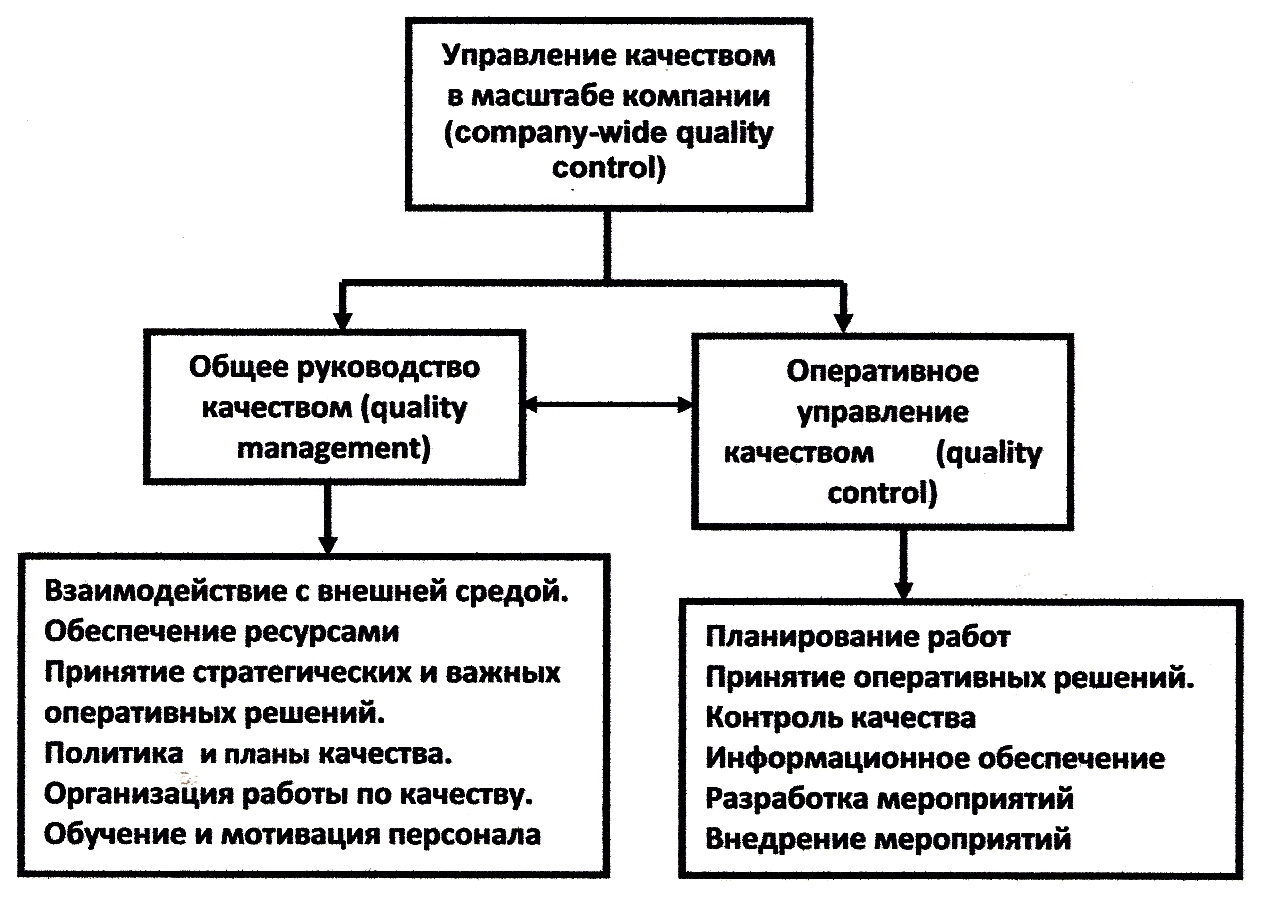
Структура и функции управления качеством в масштабе компании

## Процесс управления качеством
Исходя из структуры и функций управления качеством, процесс управления качеством в масштабе компании с учётом внешних факторов формируется следующим образом.
Высшее руководство, выполняя свои функции по качеству, осуществляет общее руководство качеством: взаимодействует с внешней средой, определяет политику и планы по качеству и создаёт необходимые условия на предприятии для обеспечения качества продукции.
Руководители среднего и низового звена, исходя из решений высшего руководства, осуществляют оперативное управление качеством на своём уровне: воздействуют на процесс создания продукции последовательным выполнением своих функций. При этом, если по результатам контроля качества и анализа полученной информации будут разработаны и внедрены в производство все необходимые меры по повышению качества продукции, следующий цикл управления повторится по «петле качества» на более высоком уровне — уже по «спирали качества» (см. раздел «Модель качества» в статье Обеспечение качества). Принимаемые меры по повышению качества необходимы не только для устранения недостатков, но и для постоянного повышения качества продукции, чтобы не отстать от конкурентов. Термины «петля качества» и «спираль качества» применялись в стандартах ИСО 8402:86 и ИСО 8402:94.

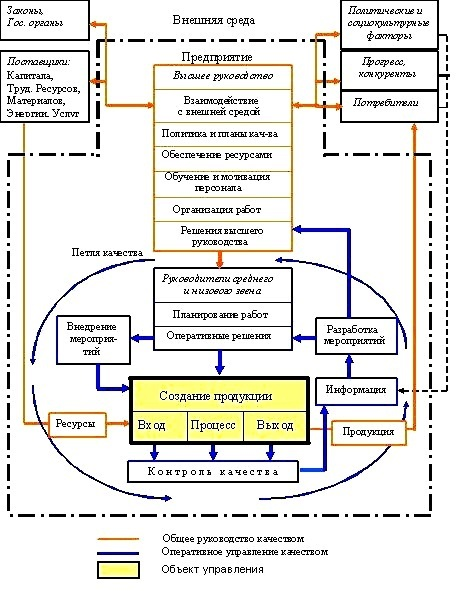
Процесс управления качеством в масштабе компании

Представленный процесс управления качеством показывает, как функционирует система управления качеством (система менеджмента качества, система качества). Состав функций общего руководства и оперативного управления качеством, которые при этом выполняются, в основном соответствует рекомендациям международного стандарта ИСО 9001:2008 с требованиями к системам менеджмента качества.

## Комплексное управление качеством продукции
Современное состояние управления качеством имеет большую предысторию. Кратко, в общих чертах, её можно представить следующим образом. До начала XX века забота о качестве сводилась к выполнению ряда контрольных и обеспечивающих мероприятий, которые были встроены в общий процесс управления предприятиями. При этом применялись стандартизация и унификация деталей, инструмента и приёмов труда, использовался входной контроль материалов, операционный контроль в процессе изготовления, а также — различные виды испытаний готовой продукции.
По мере обострения конкуренции и усложнения выпускаемой продукции её качество приобретало всё большее значение, как основа конкурентоспособности. «Все эти явления привели к возникновению концепции перехода от отдельных разрозненных мероприятий по обеспечению качества продукции к системному подходу, к необходимости управлять качеством продукции».
Особую роль сыграли методы статистического контроля качества (statistical quality control (англ.), SQC), начало которым положил Шухарт, сотрудник фирмы «Белл» (США), который в 30-х годах XX века ввел в практику контрольные карты. С внедрения статистических методов началось управление качеством на японских фирмах, после того, как американский учёный — статистик Деминг в 1950 году провёл в Японии курсы по их изучению.
Но уже в 1960-х годах статистический контроль качества (SQC) стал распространяться за пределы производственного процесса, и SQC стал превращаться в тотальный контроль качества (TQC) на уровне фирмы — англ. total quality control .
В нём предусматривалось участие всех работников фирмы, подготовка кадров, работа кружков качества, использование статистических методов. И хотя идеи комплексного управления качеством, кружков качества и использования статистических методов родились в США и Европе, Япония активно их использовала и совершенствовала.
В результате использования американского, европейского и японского опыта управления качеством и учёта всё большего числа факторов, влияющих на качество, управление качеством приобрело комплексный, системный характер. И такой комплексный подход реализовался в виде систем качества (англ. quality systems) в рамках общего управления предприятиями.
После выхода международных стандартов ИСО серии 9000 по системам качества, в стандарте ИСО 8402 — 86 «комплексное управление качеством» было упомянуто в примечании к определению термина «Управление качеством» как синоним «управления качеством на уровне компании».
Системы качества формировались не только в США, Европе и Японии, но и в бывшем СССР при внедрении комплексных систем управления качеством продукции (КС УКП) в 70-е годы XX века. При этом комплексное управление качеством понималось как скоординированное воздействие персонала и руководителей всех уровней на все этапы создания продукции с учетом всех факторов, оказывающих существенное влияние на качество.
Первым этапом внедрения КС УКП в СССР было создание Саратовской системы бездефектного изготовления продукции (БИП), разработанной в середине 1950-х годов. В этой системе учитывался процент сдачи продукции контролеру ОТК с первого предъявления, и в зависимости от этого устанавливался уровень морального и материального поощрения работника. В дальнейшем эта система была преобразована в систему бездефектного труда (СБТ), в которой дополнительно к системе БИП учитывалась ритмичность и культура производства. Наряду с этими системами разрабатывалась система КАНАРСПИ (качество, надежность, ресурс с первых изделий), которая внедрялась на предприятиях Горьковской (ныне — Нижегородской) области, а также система НОРМ (научная организация работ по увеличению моторесурса), применявшаяся на Ярославском моторном заводе. И, наконец, в 1970-х годах на ряде предприятий Львовской области была разработана и внедрена комплексная система управления качеством продукции (КС УКП), которая вобрала в себя элементы систем БИП, СБТ, КАНАРСПИ, НОРМ и опыт других предприятий по управлению качеством.
После этого на советских предприятиях директивным порядком началось внедрение КС УКП, с помощью которой надеялись поднять качество отечественной продукции. Все боролись за качество, была пятилетка качества, лучшим изделиям присваивался «Знак качества». В 1987 году на 1500 предприятиях страны был введен вневедомственный контроль качества — государственная приёмка продукции. КС УКП играла положительную роль в документальном оформлении систем качества, объединении разрозненных элементов управления качеством на предприятиях в единую систему. Впоследствии это существенно облегчило работу по доведению систем КС УКП до близких по смыслу требований международных стандартов ИСО серии 9000 по системам качества, первая редакция которых была выпущена в СССР в русском переводе в 1988 году.

## Статистический контроль качества
При крупносерийном и массовом производстве широкое распространение получили методы статистического контроля качества (statistical quality control (англ.), SQC). Наиболее известными среди них стали «семь инструментов контроля качества», которые сначала широко применялись в кружках качества в Японии, а затем и в других странах, благодаря своей эффективности и доступности для рядовых работников предприятий.
В состав этих «семи инструментов» входят: диаграмма Парето, причинно-следственная диаграмма, контрольные карты, гистограммы, метод расслоения, графики, диаграмма разброса. Краткое содержание этих методов применительно к управлению качеством заключается в следующем:
Метод расслоения (послойный анализ, районированная выборка — stratification (англ.)) применяют для выяснения причин разброса характеристик изделий. Существо метода заключается в разделении (расслоении) полученных характеристик в зависимости от различных факторов: квалификации работников, качества исходных материалов, методов работ, характеристик оборудования и т. д. При этом определяется влияние того или иного фактора на характеристики изделия, что позволяет принять необходимые меры для устранения их недопустимого разброса.
Графики (диаграммы) используются для наглядности и облегчения понимания взаимозависимости количественных величин или их изменений во времени. Чаще всего применяются линейные, круговые, столбчатые и ленточные графики.
Диаграмма Парето (Pareto diagram), названная так по имени её автора, итальянского ученого-экономиста Парето (1848—1923), позволяет наглядно представить величину потерь в зависимости от различных дефектов. (см. кривая Парето). Благодаря этому можно сначала сосредоточить внимание на устранении тех дефектов, которые приводят к наибольшим потерям. Для выяснения причин этих дефектов целесообразно дополнительно использовать причинно-следственную диаграмму.
После выяснения причин и устранения дефектов вновь строится диаграмма Парето с целью проверки эффективности принятых мер.
Причинно-следственная диаграмма (cause and effect diagram) применяется, как правило, при анализе дефектов, приводящих к наибольшим потерям. Она позволяет выявить причины таких дефектов и сосредоточиться на устранении этих причин. При этом анализируются четыре основных причинных фактора: человек, машина (оборудование), материал и метод работ. При анализе этих факторов выявляются вторичные, а может быть, и третичные причины, приводящие к дефектам и подлежащие устранению. Поэтому для анализа дефектов и построения диаграммы необходимо определить максимальное число причин, которые могут иметь отношение к допущенным дефектам.
Такую диаграмму в виде рыбьего скелета предложил японский ученый Каору Исикава. Его диаграмму называют также «ветвистой схемой характерных факторов». Иногда её еще называют диаграммой «четыре М» — по составу основных факторов: Man (человек), Method (метод), Material (материал), Machine (машина), см. диаграмма Исикавы.
Гистограмма представляет собой столбчатый график и применяется для наглядного изображения распределения конкретных значений параметра по частоте повторения за определенный период времени (неделя, месяц, год).
При нанесении на график допустимых значений параметра можно определить, как часто этот параметр попадает в допустимый диапазон, смещается в пределах допуска или выходит за его пределы.
Полученные данные анализируют, применяя другие методы:
- потери от брака в зависимости от различных дефектов исследуют с помощью диаграммы Парето;
- причины дефектов определяют с помощью причинно-следственной диаграммы, метода расслоения и диаграммы разброса;
- изменение характеристик во времени определяют по контрольным картам.

Диаграмма разброса (Scatter diagram — корреляционная диаграмма) строится как график зависимости между двумя параметрами. Это позволяет определить, есть ли взаимосвязь между этими параметрами. И если такая взаимосвязь существует, можно устранить отклонение одного параметра, воздействуя на другой.
Контрольная карта (Control chart) — это разновидность графика, который отличается наличием контрольных границ, обозначающих допустимый диапазон разброса характеристик в обычных условиях течения процесса. (см. Контрольная карта Шухарта). Выход характеристик за пределы контрольных границ означает нарушение стабильности процесса и требует проведения анализа причин и принятия соответствующих мер.
Перечисленные «семь инструментов» помогают решать большинство возникающих проблем качества. Для решения более сложных проблем дополнительно могут применяться «семь новых инструментов контроля качества»: Диаграмма сродства, Диаграмма зависимостей, Древовидная схема, Матричная диаграмма, Стрелочная диаграмма, Диаграмма планирования оценки процесса, Анализ матричных данных.
Для подробного изучения статистических методов следует обратиться к специальной литературе, а также — к международному стандарту ИСО 10017 по статистическим методам
Стандартизацией в области статистических методов на международном уровне занимается технический комитет Международной организации по стандартизации ИСО/ТК 69 «Применение статистических методов». Материалы этого комитета могут представлять интерес для тех, кто по роду работ связан с использованием статистических методов.
Кроме перечисленных статистических методов, для контроля и управления качеством применяется метод «Шесть сигм» и методы Тагути.
Метод «Шесть сигм» используется для статистического управления технологическим процессом с целью снижения вероятности отказов продукции. Наименьшая вероятность отказов достигается при условии стабильного попадания шести среднеквадратичных отклонений от номинала (плюс — минус три сигмы) в заданное поле допуска с определённым запасом. Для этого требуется высокая точность изготовления деталей, обеспечивающая минимальные значения сигм.
Традиционно статистический контроль процессов в производстве представляет собой случайный выбор части продукции и её тестирование. Отклонения непрерывно проверяются на допустимость и корректируются, где необходимо, ещё до производства бракованных частей.

## Международные стандарты ИСО серии 9000
Стандарты ИСО серии 9000 были разработаны благодаря осознанию предприятиями промышленно развитых стран необходимости внедрения комплексного управления качеством, которое уже тогда некоторые называли тотальным. Начиналось это с того, что в 60—70-х годах XX века были разработаны национальные стандарты с рекомендациями, какие виды работ надо внедрить на предприятиях, чтобы организовать систему в работе по качеству (систему качества). Рекомендовалось внедрить контроль качества проектов, материалов, продукции, управление документацией и средствами измерений, установить чёткий порядок устранения недостатков и т. д. Затем, к 1987 году международной организацией по стандартизации (ISO) c учётом национальных стандартов, главным образом — на основе Британского стандарта BS 5750, были разработаны и опубликованы международные стандарты ИСО серии 9000 с рекомендациями по созданию систем качества.
Польза от внедрения систем управления качеством объяснялась следующими соображениями. Поскольку гарантийные обязательства поставщика не могут служить полной гарантией выполнения требований заказчика из-за возможных ошибок в проектировании и при изготовлении продукции, для заказчика важно, чтобы у поставщика была внедрена чёткая система в работе по качеству. Это даёт заказчику дополнительную уверенность в том, что у поставщика работа по качеству ведётся не бессистемно, ударно-авральным методом, а планомерно и систематически, благодаря чему обеспечивается достаточная стабильность качества выпускаемой продукции, а не только отдельных образцов для рекламы и выставок.
В результате, с выходом стандартов ИСО серии 9000, опыт комплексного подхода к управлению качеством получил логическое документальное оформление и широко распространился в мировой практике. По мере накопления опыта применения этих стандартов они дорабатывались. В 1994 году вышла вторая редакция стандартов, в 2000 году — третья, в 2008 году — четвёртая. В настоящее время для создания систем качества используются стандарты ИСО 9000:2015 (термины и определения) и ИСО 9001:2015 (требования к системе менеджмента качества). Разработаны стандарты по аудитам и сертификации систем качества, по обучению персонала и другие. Кроме того, на базе стандартов ИСО 9000 были разработаны стандарты по системам качества для предприятий с учётом отраслевых особенностей.
К сожалению, приведенные в стандартах определения таких терминов, как качество продукции, обеспечение качества, управление качеством (менеджмент качества), не раскрывают сущности этих понятий и содержат ряд ошибочных положений, что отмечено при анализе этих терминов в соответствующих статьях (см. Качество продукции, Обеспечение качества, Система управления качеством). В связи с этим, в практической работе по управлению качеством для понимания этих терминов приходится руководствоваться дополнительными авторитетными источниками по менеджменту и терминологии, указанными в ссылках.
Дальнейшее развитие управления качеством не остановилось на комплексном подходе, который был достаточным в условиях, когда достижение требуемого качества было одной из целей деятельности предприятия, наряду с ценой, объёмами и сроками поставки продукции по договорам. В 80-х — 90-х годах из-за усиления конкуренции на рынках сбыта качество продукции вышло на первый план как основа её конкурентоспособности (см. Конкурентоспособность товара). Дополняя комплексный подход новыми элементами, производители постепенно переходили к более широкому подходу в управлении качеством, который в российских стандартах был назван всеобщим руководством (управлением) качеством.

## Всеобщее руководство качеством
Всеобщее руководство качеством (англ. total quality management, TQM) было представлено в международном стандарте ИСО 8402:1994 как «подход к руководству организацией, нацеленный на качество, основанный на участии всех её членов, и направленный на достижение долгосрочного успеха путём удовлетворения требований потребителя и выгоды для членов организации и общества». В примечании к определению этого термина было отмечено, что «Total Quality Management — TQM» или его составные части иногда называют «total quality» (всеобщее качество), «CWQC» (англ. company-wide quality control) (управление качеством в масштабах компании), «TQC» (total quality control) (всеобщее управление качеством) и т. д. Кроме участия всего персонала, в этом подходе подразумевалось сильное и настойчивое руководство качеством со стороны высшей администрации, обучение и подготовка всех членов организации.
По смыслу к всеобщему (тотальному) управлению качеством больше приближена редакция стандарта ИСО 9000:2005, где изложены принципы менеджмента качества, хотя здесь нет термина «всеобщее руководство качеством». Тем не менее, этот термин с использованием определения «всеобщее» продолжает применяться на практике вместо понятного и естественного «тотального управления качеством», соответствующего его аббревиатуре TQM. Кроме того, при использовании определения «всеобщее» в словосочетании «всеобщее управление качеством», нарушается масштаб понятий. Конкретное понятие из узкой области знания (управление качеством) поставлено рядом с всеохватывающим словом «всеобщее», которое относится к фундаментальным понятиям, таким, например, как всеобщий закон природы. Применение термина «тотальное управление качеством» может быть оправдано, если хотят подчеркнуть его главную особенность, когда в деятельности предприятия и всех его подразделений на первый план ставится обеспечение требуемого качества продукции с широким привлечением персонала.
Появление TQM и его дальнейшее развитие шло по пути расширения сферы управления качеством, вовлечения в неё все большего числа направлений деятельности и факторов, влияющих на качество. Документально это отразилось в третьей версии стандартов ИСО 9000 и при разработке в конце 1980-х — начале 1990-х годов моделей национальных премий в области качества, в которых учитывается вклад различных факторов в обеспечение качества и результаты бизнеса.
В США в 1987 году была введена премия по качеству министра торговли М. Болдриджа. После этого премии по качеству были учреждены в ряде европейских стран, а Европейский фонд в 1991 году по управлению качеством (EFQM) учредил Европейскую премию по качеству, основанную 14-ю крупнейшими европейскими компаниями, такими, как Филипс, Фольксваген, Нестле, Рено, Фиат, Бритиш Телеком и другими. В России премия по качеству была учреждена в 1996 году.
В настоящее время можно отметить следующие основные черты всеобщего (тотального) управления качеством, о котором можно просто говорить как о современном управлении качеством продукции:
- Выбор стратегии и политики в области качества, направленных на постоянное улучшение качества продукции и услуг;
- Ориентация работы предприятия, исходя из запросов потребителей — делать, что продаётся, а не продавать то, что делается;
- Руководство всеми подразделениями предприятия со стороны первых лиц и администрации, исходя из необходимости обязательного обеспечения требуемого качества продукции;
- Вовлечение персонала в активную работу по улучшению качества путём обеспечения его удовлетворённости за счёт должной мотивации труда, содействия рационализаторской работе и организации работы кружков качества;
- Внедрение гибкого производства с учётом индивидуальных требований потребителей в условиях высокопроизводительного массового или крупносерийного производства;
- Создание систем качества в соответствии с требованиями международных стандартов ИСО серии 9000 с учётом особенностей предприятий;
- Применение процессного, системного, ситуационного и других современных подходов к управлению, накопленных практикой менеджмента;
- Инвестиции в развитие персонала, непрерывное повышение его квалификации, обучение рабочих смежным специальностям и методам решения проблем качества;
- Самооценка деятельности предприятия по критериям премий в области качества и участие в конкурсах на их присуждение;
- Сертификация продукции, оценка или сертификация систем качества, анализ существующих проблем и разработка необходимых мероприятий для обеспечения и повышения качества;

Кроме того, в рамках TQM рекомендуется создание систем управления охраной окружающей среды по стандартам ИСО 14000, а также — систем управления профессиональной безопасностью и здоровьем (OHSAS 18000), которые дополняют систему качества, повышая эффективность и конкурентоспособность предприятия.
Нет сомнения, что управление качеством будет развиваться и дальше, обогащаясь новыми подходами и методами работ.

## Взаимодействие управления качеством с другими направлениями деятельности предприятия
Управление качеством в практической работе тесно соприкасается со всеми направлениями деятельности предприятия, которые обеспечивают или участвуют в создании продукции. Руководители этих направлений выполняет свои функции по качеству, а все вместе они образуют субъект управления качеством, воздействующий на процесс создания продукции с целью обеспечения её качества.
Поскольку управление качеством является одним из аспектов общего управления компанией, оно не может рассматриваться изолированно от науки управления (менеджмента), которая определяет общие закономерности управленческой деятельности. Поэтому для организации эффективного управления качеством необходимо использовать положения и рекомендации менеджмента, которые могут применяться в управлении качеством. Это позволит:
- получить общее представление об организациях (предприятиях) и факторах внутренней и внешней среды, то есть об условиях, в которых осуществляется управление качеством;
- ознакомиться с сущностью управления и структурой управленческой деятельности на предприятии, чтобы уяснить роль и место управления качеством в управлении предприятием в целом;
- применять в управлении качеством управленческие функции, а также подходы и методы их выполнения, накопленные в практике менеджмента.

В этом случае управление качеством получит в своё распоряжение научный фундамент и апробированные практические методы менеджмента, которые обеспечат солидную основу для организации и проведения профессиональной и эффективной работы по управлению качеством на предприятиях.